# Parlamento nazionale (Timor Est)
Il Parlamento Nazionale di Timor Est (in tetum Parlamentu Nasionál Timór Lorosa'e, in portoghese Parlamento Nacional de Timor-Leste) è il parlamento monocamerale della Repubblica Democratica di Timor Est.

## Composizione e competenze
Il Parlamento di Timor Est è composto da 65 deputati, aventi mandato quinquennale, eletti in circoscrizioni plurinominali con il sistema proporzionale. Essi rappresentano il popolo, compongono il potere legislativo del paese, esercitato appunto dall’Assemblea, e nominano il Primo Ministro del Paese.